# Peter Jona Korn
Peter Jona Korn (Berlijn, 30 maart 1922 – München, 12 januari 1998) was een Duitse componist, muziekpedagoog, dirigent, pianist,  klavecimbelspeler en schrijver. Hij was een zoon van het Joodse echtpaar Georg Korn, een amateurpianist, en Elisabeth, geboren Heilborn, een violiste en zangeres. 

## Levensloop

### Jeugd en opleiding
Korn ontwikkelde al in zijn jonge jaren zijn muzikaal talent. Op tienjarige leeftijd werkte hij als pianist en klavecimbelspeler in de programma's van de omroepmaatschappij "Deutsche Welle" mee en verzorgde optredens als sopraan solist tijdens concerten in de Philharmonie Berlijn. Voor feesten in zijn school componeerde hij al eenvoudige werken. In 1932 studeerde hij in een experimentele speciale klas aan de Hochschule für Musik in Berlijn compositie. Voor korte tijd studeerde hij privé bij Guido Waldmann. In 1933 emigreerde hij naar het Verenigd Koninkrijk en zette van 1934 tot 1936 bij Edmund Rubbra in Londen zijn compositiestudies voort. In 1936 emigreerde hij naar het toen nog Britse mandaatgebied Palestina. Van 1936 tot 1938 studeerde hij bij Stefan Wolpe aan het Palestine Conservatory in Jeruzalem. Toen werden al composities van de zestienjarige Korn via de omroep uitgezonden. In 1939 studeerde hij bij Hermann Scherchen in Tel Aviv. In 1940 emigreerde hij naar de Verenigde Staten. Aldaar studeerde hij van 1941 tot 1942 bij Arnold Schönberg aan de Universiteit van Californië - Los Angeles (UCLA). Zijn studies voltooide hij van 1946 tot 1947 bij Ernst Toch, Hanns Eisler en Miklós Rózsa aan de University of Southern California in Los Angeles.

### Dirigent
In 1947 richtte hij het New Orchestra of Los Angeles op en werd hun dirigent tot 1956. Met dit orkest verzorgde hij de eerste uitvoering van de 6e symfonie van Anton Bruckner in de oorspronkelijke versie in de Verenigde Staten in 1955. In 1951 huwde hij de pianiste Barbara Sheldon. 

### Muziekpedagoog
In 1957 keerde hij naar Europa terug en werkte als gastdirigent met bekende orkesten en als gastdocent. In 1960 werd hij opvolger van Wilhelm Killmayer als docent voor compositie aan het Trappsche conservatorium in München. In deze functie werkte hij tot 1961. In 1964 en 1965 was hij gastdocent aan de Universiteit van Californië - Los Angeles (UCLA). Hij ging weer terug naar Europa en woonde voor korte tijd in Zwitserland. In 1965 kwam hij terug naar Duitsland en werd aldaar in 1967 directeur van het Richard-Strauss-Konservatorium in München.

### Componist
Naast zijn werkzaamheden als dirigent, muziekpedagoog en schrijver stond zijn werk als componist meestal centraal. Hij schreef werken voor orkest, harmonieorkest, een opera, vocale muziek en kamermuziek. In 1968 ontving hij de muziekprijs van de stad München en hij werd in 1984 onderscheiden met de Beierse Orde van Verdienste. 

### Verdere activiteiten
Verder werkte hij als muziekrecensent voor verschillende muziekvakbladen, -magazines en dagbladen. Hij was lid in de raad van toezicht bij de Duitse auteursrechtsmaatschappij (Gesellschaft für musikalische Aufführungs- und mechanische Vervielfältigungsrechte), kort (GEMA), die hem in 1992 tot erelid benoemde. Verder zat hij in de televisieraad van de ZDF. Korn was medeoprichter en tweede voorzitter van de Richard-Strauss-Gesellschaft e.V.. Hij was voorzitter van de federatie van componisten uit München (Verbandes Münchner Tonkünstler), tweede voorzitter van de Duitse componistenfederatie (Deutschen Komponistenverband) alsook tweede voorzitter van de Orff-Schulwerk Gesellschaft. Korn is auteur van het boekje: Musikalische Umweltverschmutzungen - Polemische Variationen über ein unerquickliches Thema.

## Composities

### Werken voor orkest

#### Symfonieën
- 1941-1946 rev.1977: - Symfonie nr. 1, voor orkest, op. 3
- 1950 rev.1983: - Symfonie nr. 2, voor orkest, op. 13
- 1956 rev.1969: - Symfonie nr. 3, voor orkest, op. 30 - première in 1957 door het Los Angeles Philharmonic Orchestra onder leiding van Eduard van Beinum[1]
- 1989-1990: - Symfonie nr. 4 "Ahasver", voor orkest, op. 91

#### Concerten voor instrumenten en orkest
- 1951: - Rapsodie, voor hobo en strijkorkest, op. 14
- 1952: - Concertino, voor hoorn en gedubbeld strijkorkest, op. 15
- 1956 rev.1982: - Concert, voor altsaxofoon en orkest, op. 31
- 1960: - Concertante variaties over een Duits volkslied, voor cello en orkest, op. 6a
- 1964-1965: - Concert, voor viool en orkest, op. 39
- 1973: - Morgenmusik, voor trompet en strijkorkest, op. 54
- 1977 rev.1988: - Bei Nacht im Dorf der Wächter rief, rapsodie naar een gedicht van Eduard Mörike voor hobo (of viool), hoorn en strijkorkest, op. 63a
- 1979: - Concert, voor trompet en orkest, op. 67
- 1987: - Romanza concertante over een thema van Michael Haydn, voor hobo en kamerorkest, op. 84
- 1988: - Concerto classico, voor klavecimbel en orkest, op. 85
- 1993: - Gavotte für Felix, voor viool en kamerorkest, op. 95a

#### Andere werken voor orkest
- 1943 rev.1983: - Romantische ouverture, voor orkest, op. 1
- 1945: - Last Greeting, voor strijkorkest
- 1947 rev.1957: - Idyllwild, ouverture voor orkest, op. 4
- 1949-1950 rev.1985: - Tom Paine ouverture, voor orkest, op. 9
- 1953: - In medias res, ouverture voor orkest, op. 21
- 1954: - Adagietto, voor orkest, op. 23
- 1954-1955: - Variationen über ein Lied aus der Bettleroper, voor orkest, op. 26
- 1959: - Berolina Suite (Versuch einer modernen Unterhaltungsmusik), voor orkest, op. 34
- 1966: - Toccata, voor orkest, op. 42a
- 1966-1968: - Exorzismus eines Liszt-Fragments, voor orkest, op. 44
- 1967: - Truffaldino, Ouvertüre zu Goldonis "Der Diener zweier Herren", voor orkest, op. 43
- 1970: - Vier stukken, voor strijkorkest, op. 46
- 1972: - Eine kleine Popmusik, voor orkest, op. 50
- 1976: - Ouverture, voor strijkorkest, op. 59
- 1977: - Beckmesser-Variationen über Themen aus Richard Wagners "Meistersinger von Nürnberg", voor orkest, op. 64
- 1979: - Menuett, Variation über Wolfgang Amadeus Mozarts Gavotte KV 300, voor orkest
- 1991: - Kleine feestmuziek, ouverture voor strijkorkest, op. 92

### Werken voor harmonieorkest
- 1980 Salute to the lone Wolves, symfonie voor harmonieorkest, op. 69 - gecomponeerd voor het festival "Festliche Musiktage" Uster in 1981
- 1981 Dorfgasteiner Marsch

### Muziektheater

#### Opera
| Voltooid in | titel                                        | aktes       | première                                     | libretto                                                  |
| ----------- | -------------------------------------------- | ----------- | -------------------------------------------- | --------------------------------------------------------- |
| 1961-1963   | Heidi in Frankfurt - Das fremde Haus, op. 35 | 3 bedrijven | 28 november 1978, Saarbrücken, Staatstheater | van de componist, vrij naar het verhaal van Johanna Spyri |

### Vocale muziek

#### Cantates
- 1979: - München - ein Lobspruch der Fürstlichen Stadt, Quodlibet-cantate voor spreker, sopraan, alt, tenor, bas, kinderkoor, driestemmig jeugdkoor, gemengd koor, orkest, piano andere instrumentale groepen (blokfluiten, gitaren, xylofoons, glockenspielen en strijkers), op. 68 - tekst: naar Hans Sachs
- 1981: - Eine kleine Deutsche Stadt, cantate voor tenor, klavecimbel en orkest, op. 71 - tekst: Reiner Kunze
- 1983: - Der Psalm vom Mut, cantate voor bariton, gemengd koor en orkest, op. 75 - tekst: Lion Feuchtwanger

#### Werken voor koor
- 1951: - The merry Bachelor, voor gemengd koor, op. 12 
  1. Hey nonny
  2. He that marries a merry lass
  3. How happy a thing we are wedding
  4. Of Cupid
  5. Sigh no more, ladies
- 1955: - Three Scottish Epitaphs, voor gemengd koor, op. 27 - tekst: Robert Burns
- 1956: - Three Graces, voor gemengd koor, op. 29
- 1964: - Three Songs of Autumn, voor gemengd koor, op. 38 - tekst: Basil Swift
- 1971: - Zwei edle Brauer "Waren einst zwei edle Brauer", voor mannenkoor - tekst: C. Busse
- 1985: - Kleiner Tiergarten, zangcyclus voor gemengd koor, op. 80 - tekst: Christian Morgenstern

#### Liederen
- 1938-1940: - Leaves of Grass, drie liederen voor sopraan en piano - tekst: Walt Whitman
- 1940: - Die geheimnisvolle Flöte, voor zangstem en piano - tekst: Li Tai Pe, Duitse vertaling: Hans Bethge
- 1941: - Kleines Liebeslied, voor vrouwelijke zangstem, viool, altviool en cello - tekst: Mascha Kaleko
- 1949: - Yes and no, voor sopraan en piano, op. 8 - tekst: Phyllis Bargman en de componist
- 1952: - Five Songs, voor tenor en piano, op. 16 - tekst: Cornel Lengyel
- 1952-1953: - Two Nocturnes on poems by Shelley, twee liederen voor sopraan, klarinet in A en harp, op. 20
- 1964: - Der Pfarrer von Cleversulzbach, zes liederen voor lage zangstem en orkest, op. 24a - tekst: Eduard Mörike
- 1966: - Four occasional songs, voor zangstem en piano, op. 41 - tekst: Cornel Lengyel
- 1971: - Boten des Herbstes, drie liederen voor hoge zangstem en piano, op. 47 - tekst: Arnold Krieger
- 1971: - Von Krieg und Frieden, voor lage zangstem en orkest, op. 48a - tekst: Matthias Claudius
- 1977: - Heidi-Suite, voor twee zangstemmen en groot orkest, op. 35a
- 1989: - Sturmlieder, drie liederen voor lage zangstem en piano, op. 87 - tekst: Elfriede Szpetecki
- 1994: - Wir sind die Letzten, vier liederen voor bariton (of mezzosopraan) en piano, op. 98 - tekst: Hans Sahl

### Kamermuziek
- 1947 rev.1976: - I love you truly - Variations and fugue on a wedding song by Carrie Jacobs Bond, voor 2 dwarsfluiten, hobo, klarinet, basklarinet, 2 hoorns en fagot, op. 5
- 1948-1949: - Sonate, voor cello en piano, op. 6
- 1949: - Sonate, voor hobo en piano, op. 7
- 1949-1950: - Strijkkwartet nr. 1, op. 10
- 1952: - Passacaglia und Fuge, voor 8 hoorns, op. 17 - ook in een versie voor 8 saxofoons, op. 17a
- 1952: - Sonate, voor hoorn en piano, op. 18
- 1953: - Aloysia Serenade, voor dwarsfluit, altviool en cello, op. 19
- 1953: - Prelude and Scherzo, voor koperkwintet, op. 22
- 1955: - Phantasy, voor hoorn, viool, cello en piano, op. 28
- 1957: - Serenade, voor 4 hoorns, op. 33
- 1960: - Rapsodie, voor hobo en piano, op. 14a
- 1963: - Strijkkwartet nr. 2, op. 36
- 1964: - Quintettino, 4 bagatellen voor dwarsfluit, klarinet, fagot, cello en piano, op. 37
- 1966: - Blaaskwintet, op. 40
- 1968: - Serenade, voor 12 strijkers, op. 45
- 1975: - Andante con moto aus "Morgenmusik", voor trompet en orgel, op. 54a
- 1975: - Trio, voor viool, cello en piano, op. 56
- 1975: - Notturno, voor piano (of orgel) en slagwerk, op. 57
- 1976: - Blazersoctet, voor 2 hobo's, 2 klarinetten, 2 hoorns en 2 fagotten, op. 58
- 1976: - Siesta, voor 12 celli, op. 60
- 1978: - Duo, voor altviool en piano, op. 66
- 1978: - Symfonische fanfare, voor koperblazers en slagwerk
- 1981: - Fantasia, voor hobo en orgel, op. 70
- 1982: - Four Portraits in Brass (Gustav Mahler – Charlie Chaplin – Francisco Goya – Anna Magdalena Bach), voor 4 trompetten, hoorn, 4 trombones en tuba, op. 72
- 1982: - Drei Intermezzi, voor dwarsfluit en piano, op. 73
- 1983: - Pavane Nocturne, voor dwarsfluit, viool, cello en piano, op. 74
- 1985: - ... ruft uns die Stimme, voor trombone (of tenorsaxofoon) en orgel, op. 81
- 1986: - Sonate, voor viool en piano, op. 83
- 1987: - Festlicher Auftakt, een huwelijksfanfare voor trompet en orgel
- 1989: - Episoden, voor hoorn en orgel, op. 89
- 1993: - Trio, voor klarinet, cello en piano, op. 96
- 1994: - Divertimento, voor viool, altviool en cello, op. 97

### Werken voor orgel
- 1971: - Gloria, rapsodische fantasie, op. 49
- 1974: - Vier Präludien, op. 55
- 1976: - Präludium und Fugel in g mineur, op. 62
- 1978: - Toccata, op. 65
- 1983: - Meditation, op. 76
- 1984: - Weihe der Hausorgel, op. 77
- 1984: - Variationen über eine Air von Händel, op. 78
- 1986: - Hommage à trois Pères, symfonie voor orgel, op. 79
- 1986: - Rapsodie, op. 82

### Werken voor piano
- 1945: - Three Piano Pieces, op. 2
- 1950: - Acht Bagatellen, op. 11
- 1954: - Sonate, op. 25
- 1956: - Deborah-Suite, drie stukken voor twee piano's, op. 32
- 1973: - Fanfares, op. 51
- 1973: - Turandot-Variaties over een thema van Carl Maria von Weber, op. 53
- 1992: - Vijf pianostukken, op. 94

### Werken voor harp
- 1990: - Fantasie, op. 90

### Werken voor gitaar
- 1975-1976: - Trois pièces, op. 61
- 1988: - Sechs romatische Etüden, op. 86

## Publicaties
- Apropos "Zwangsjacke ..." Eine Analyse d. Angriffstaktik gegen Alois Melichar (anläßlich der 2. Auflage von Melichar, Musik in der Zwangsjacke), Wancura, 1960. 33 p.
- Rufmord für Anfänger. Der "Fall Egk": Die andere Seite...oder: Wer nicht emigrierte, klagt sich an..., in: Publik, 16 mei 1969
- Musikalische Umweltverschmutzungen - Polemische Variationen über ein unerquickliches Thema, 3. Auflage, Wiesbaden: Breitkopf & Härtel, 1975, 1981. 80 p. ISBN 3-7651-0085-4[4]